# Stefan Rachoń
Stefan Rachoń, né le 4 janvier 1906 à Ostrów (commune de Wilkołaz, alors dans l'Empire russe), mort le 3 août 2001 à Olsztyn (Varmie-Mazurie), est un chef d'orchestre et violoniste polonais.

## Biographie
En 1933 il obtient un diplôme de violon au Conservatoire de Varsovie.
Sa carrière avait commencé sur les ondes de Radio Varsovie dès 1930 dans une émission dénommée Kącik młodych talentów (le coin des jeunes talents) alors qu'il jouait dans les cinémas pour accompagner les films muets.
Il est aussitôt recruté par la radio pour son orchestre de variété.
Pendant la Seconde Guerre mondiale il joue dans Varsovie occupée. Après l'insurrection de Varsovie, il travaille avec des orchestres de Cracovie et Lublin.
Après son retour à Varsovie, en 1945, il crée le premier Grand orchestre de la radio polonaise de la capitale de l'après-guerre rebaptisé plus tard Orchestre symphonique de la radio polonaise. Il le dirige jusqu'en 1980. Sous sa direction l'orchestre fait de nombreuses tournées dans les pays socialistes (URSS, RDA, Tchécoslovaquie, Hongrie) et occidentaux (notamment en Grande-Bretagne).
Le Studio M-1, dans lequel l'orchestre a travaillé pendant des années, était connu comme le lieu des débuts de nombreux jeunes chanteurs polonais. Il est connu pour les nombreux concours musicaux télévisés, notamment le Festival de Sopot où il dirigeait l'orchestre qui accompagnait les concurrents, jouant souvent lui-même du violon.
Stefan Rachoń a dirigé plus de dix mille enregistrements radiodiffusés de musique symphonique, opéra, opérette et de variétés.
Il a contribué au lancement de la carrière d'Irena Santor dont il était l'ami.
Dans les années 1990, il reçut de nombreuses distinctions publiques et professionnelles, notamment l'Ordre Polonia Restituta.

## Discographie
- Muza SX-0228 Słowik Warszawy (Le Rossignol de Varsovie) - Bogna Sokorska,
- Muza X-0316 Franz Lehár – Fragments d'opérettes, (avec Karol Stryja),
- Muza SX-1041 Wanda Polańska – soprano (avec Jan Pruszak).